# 石川義宗
石川 義宗（いしかわ よしむね）は、安土桃山時代から江戸時代初期にかけての武将。伊達氏一門。石川昭光の嫡子。子は宗敬。角田石川家第2代当主。弟に石川大學仲光がいる。
父・昭光は伊達晴宗の四男であり、諱（「義宗」）の「宗」の字は伊達氏の通字を使用したものである（「義」の字は佐竹義重から与えられたものとされる）。よって、伊達氏の男系子孫となるが、母・照子は石川晴光の長女でありそれまでの石川氏の血も引いている。
天正18年（1590年）、従兄の伊達政宗に石川氏の所領安堵につき浅野長政への斡旋を依頼する書簡を送る。父・昭光と共に伊達氏に仕え、昭光が伊達成実の出奔後に陸奥国伊具郡角田城主となった際には、2,000石の知行を与えられた。
慶長8年（1603年）に父の隠居に伴って家督を継ぐも、慶長15年（1610年）に病死した。享年34。
家督を継いだ嫡男・宗敬はまだ幼く、父・昭光が後見人として政務を執り行った。